# Nathan Davis (acteur)
Pour les articles homonymes, voir Nathan Davis et Davis.
Nathan Davis, né le 22 mai 1917 à Chicago (Illinois) et mort le 15 octobre 2008,, est un acteur américain.

## Filmographie
- 1978 : A Steady Rain (en) de Marc Leif
- 1978 : Stony Island d'Andrew Davis : Lewis Moss
- 1979 : Dummy (TV) de Frank Perry : un flic
- 1981 : On the Right Track de Lee Philips : Mario
- 1981 : Le Solitaire (Thief) de Michael Mann : Grossman
- 1981 : Pour l'amour d'un enfant (The Children Nobody Wanted) (TV) de Richard Michaels : Orville
- 1982 : Will: The Autobiography of G. Gordon Liddy (en) (TV) de Robert Lieberman
- 1983 : Risky Business (Quelle affaire !) de Paul Brickman : Business Teacher
- 1984 : Windy City d'Armyan Bernstein (en) : M. Jones
- 1985 : Sale temps pour un flic (Code of Silence) d'Andrew Davis : Felix Scalese
- 1986 : One More Saturday Night : Desk Clerk
- 1986 : Coup double (Tough Guys) : Jimmy Ellis
- 1987 : La Pie voleuse (Burglar) : M. Paggif
- 1987 : Murder Ordained (en) (TV) : Doctor
- 1987 : Flowers in the Attic : Grandfather Dollanganger
- 1988 : Poltergeist III : Reverend Henry Kane
- 1989 : Opération Crépuscule (The Package) : Soviet Press Secretary
- 1992 : Shaking the Tree : Grandpa Sullivan
- 1995 : Faux frères, vrais jumeaux (Steal Big Steal Little), d'Andrew Davis : Harry Lordly, Attorney of Record for Bonnie Martin
- 1996 : Dunston : Panique au palace (Dunston Checks In) : Victor Dubrow
- 1996 : Poursuite (Chain Reaction) : Morris Grodsky
- 2001 : Almost Salinas : Zelder Hill
- 2003 : La Morsure du lézard (Holes) : Grandfather Stanley Yelnats II